# Middlebury (Vermont)
Middlebury és una població dels Estats Units a l'estat de Vermont. Segons el cens del 2000 tenia 8.183 habitants.

## Demografia
Segons el cens del 2000, Middlebury tenia 8.183 habitants, 2.657 habitatges, i 1.533 famílies. La densitat de població era de 80,9 habitants per km².
Per edats la població es repartia de la següent manera: un 17,5% tenia menys de 18 anys, un 31,4% entre 18 i 24, un 18,6% entre 25 i 44, un 19,3% de 45 a 60 i un 13,3% 65 anys o més.
L'edat mediana era de 27 anys. Per cada 100 dones de 18 o més anys hi havia 87,5 homes.
La renda mediana per habitatge era de 37.723 $ i la renda mediana per família de 46.691 $. Els homes tenien una renda mediana de 32.645 $ mentre que les dones 25.994 $. La renda per capita de la població era de 17.926 $. Entorn del 5,3% de les famílies i el 9,6% de la població estaven per davall del llindar de pobresa.